# 长海大长山岛机场
长海大长山岛机场是位于中华人民共和国辽宁省大连市长海县的一座机场。长海大长山岛机场最初于1988年11月通航，成为中华人民共和国第一个县级民用机场。1996年机场关闭停航。于2008年2月2日复航。

## 设施
机场拥有一条800米长、30米宽的跑道和2个B类停机位；航站区面积2130.94平方米，具备通信、导航、气象、安检等基本助航和安全保障设备。

### 航点
| 航点 | 省市   | 机场               | 航空公司         | 备注/航班号/机型                               |
| ---- | ------ | ------------------ | ---------------- | ---------------------------------------------- |
| 大连 | 辽宁省 | 大连周水子国际机场 | 河北中航通用航空 | 通常由塞斯纳C-208B执飞，航班会因季节而有所改动 |

## 值机及搭乘方法
由于仅有一条通往大连周水子国际机场的通用航空航线，长海机场采取十分特殊的值机方式。由大连前往长海的旅客，在大连周水子国际机场办理值机手续时暂不支付票款，通过头等/公务安全检查通道进入安检区。到达长海机场落地后，再在长海机场的值机柜台支付机票费用。由长海前往大连的旅客则正常在长海机场购票值机。